# Ammerfeld
Ammerfeld ist ein Pfarrdorf und Ortsteil des Marktes Rennertshofen im Landkreis Neuburg-Schrobenhausen im Regierungsbezirk Oberbayern. Zur Gemarkung gehören auch die beiden Weiler Altstetten und Asbrunn.

## Geographie

### Lage
Ammerfeld und seine Ortsteile liegen inmitten der hügeligen Landschaft der Südlichen Frankenalb. Asbrunn liegt nördlich von Ammerfeld, Altstetten nördlich von Emskeim.
Verkehrstechnisch liegt Ammerfeld an der nordwestlich-südöstlich verlaufenden Staatsstraße St 2214 von Monheim nach Neuburg an der Donau. Von der Landkreisgrenze hinter Gansheim führt die Kreisstraße ND 25 über Ammerfeld weiter nach Emskeim.

### Nachbarorte
Die Nachbarorte von Ammerfeld sind Kienberg im Süden, die Marxheimer Ortsteile Burgmannshofen und Übersfeld im Westen, Tagmersheim im Norden, Emskeim im Osten und Rohrbach im Südosten.

## Geschichte

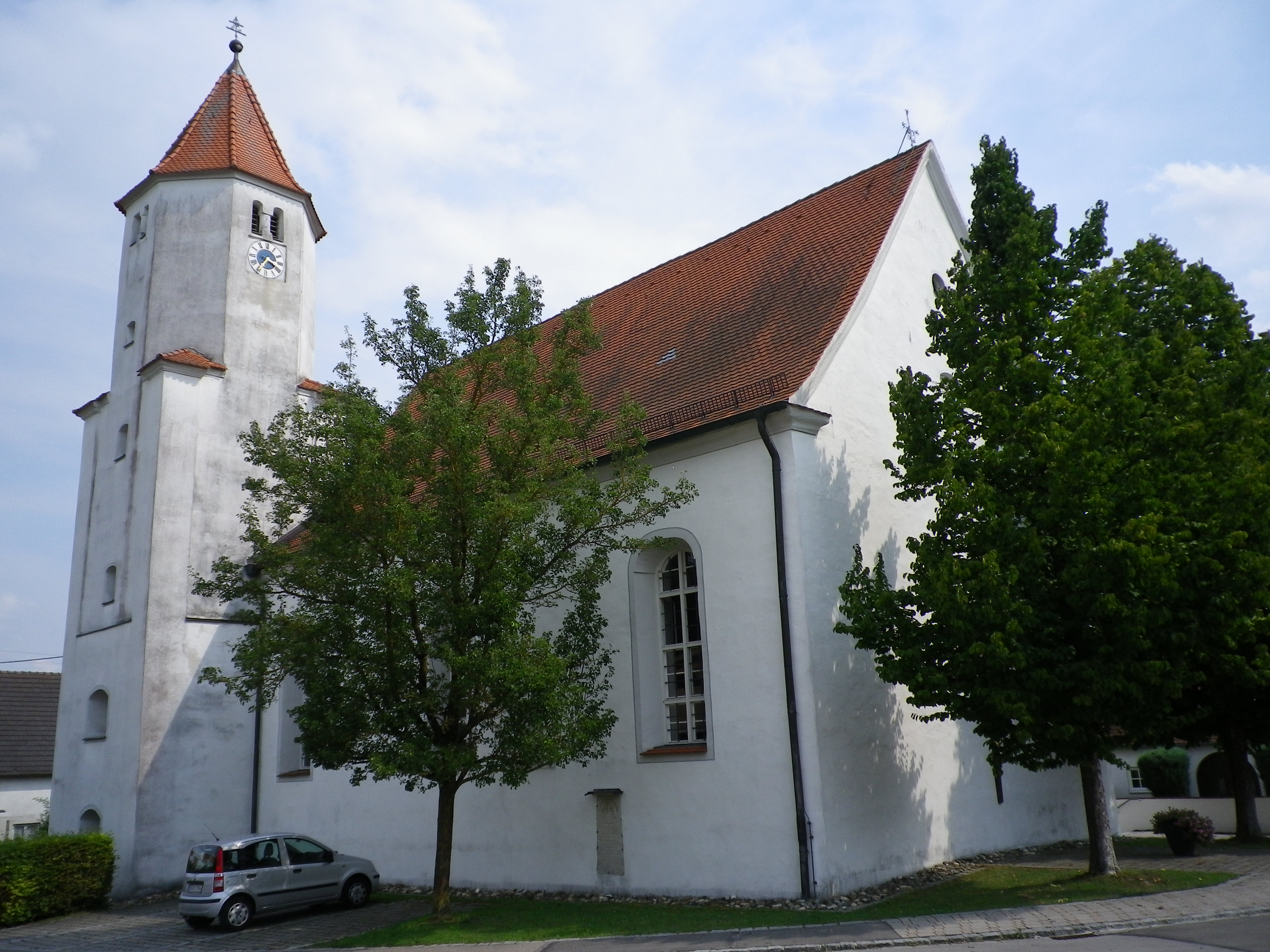
Kirche St. Quirin

Seit dem Ersten Gemeindeedikt von 1808 ein Steuerdistrikt, wurde Ammerfeld mit dem Zweiten Gemeindeedikt von 1818 eine Ruralgemeinde mit den Ortsteilen Altstetten und Asbrunn. Zugeordnet war die Kommune dem Landgericht Monheim. Seit der Trennung von Justiz und Verwaltung 1862 gehörte Ammerfeld mit seinen Ortsteilen als selbständige Gemeinde dem schwäbischen Landkreis Donauwörth an und wurde im Zuge der Gebietsreform in Bayern am 1. Juli 1972 dem Landkreis Nördlingen-Donauwörth (endgültiger Name ab 1. Mai 1973: Landkreis Donau-Ries) zugeschlagen. Am 1. Mai 1978 erfolgte die Eingemeindung in den Markt Rennertshofen und damit der Wechsel in den oberbayerischen Landkreis Neuburg-Schrobenhausen.
Im Jahre 1887 wurde die Freiwillige Feuerwehr Ammerfeld gegründet.
Die katholische Pfarrkirche St. Quirin in Ammerfeld gehört zum Pfarreienverbund Monheim im Dekanat Weißenburg-Wemding im Bistum Eichstätt. Zur Pfarrei gehört auch Asbrunn. Altstetten gehört zur Pfarrei Sankt Mauritius in Emskeim.
Zwischen Ammerfeld und Asbrunn befindet sich die kleine Wallfahrtskapelle Sankt Wendelin aus dem 18. Jahrhundert.

## Baudenkmäler
Siehe: Liste der Baudenkmäler in Ammerfeld